# 波缘榕
波缘榕（学名：Ficus undulata）是桑科榕属的植物，是中国的特有植物。分布在中国大陆的广东等地，生长于海拔600米至750米的地区，常生长在山地、路旁以及密林中，目前已由人工引种栽培。